# Ægidius Lauridsen
Ægidius Lauridsen, også kaldet Giliss Lavertson, (født 15 september 1568, død 21 april 1628) var en dansk rektor i Ribe.
Ægidius var søn af Laurits Ægidius og Sofie Iversdatter Stub. Han blev gift med Marine Vedel (1582-1639), datter af historiker Anders Sørensen Vedel, i 1599. Han skrev et mindeskrift om svigerfaderen og et skrift om Kalmarkrigen.